# 112 до н. е.

## Народились
- Луцій Афраній — політичний та військовий діяч Римської республіки.

## Померли
- Квінт Сервілій Цепіон — давньоримський політик і полководець, консул 140 до н. е., учасник Лузітанської війни.
- Адгербал — цар Нумідії
- Клеопатра IV — дружина Антіоха IX Кізікського, царя Сирії